# Volker Diehl (Galerist)

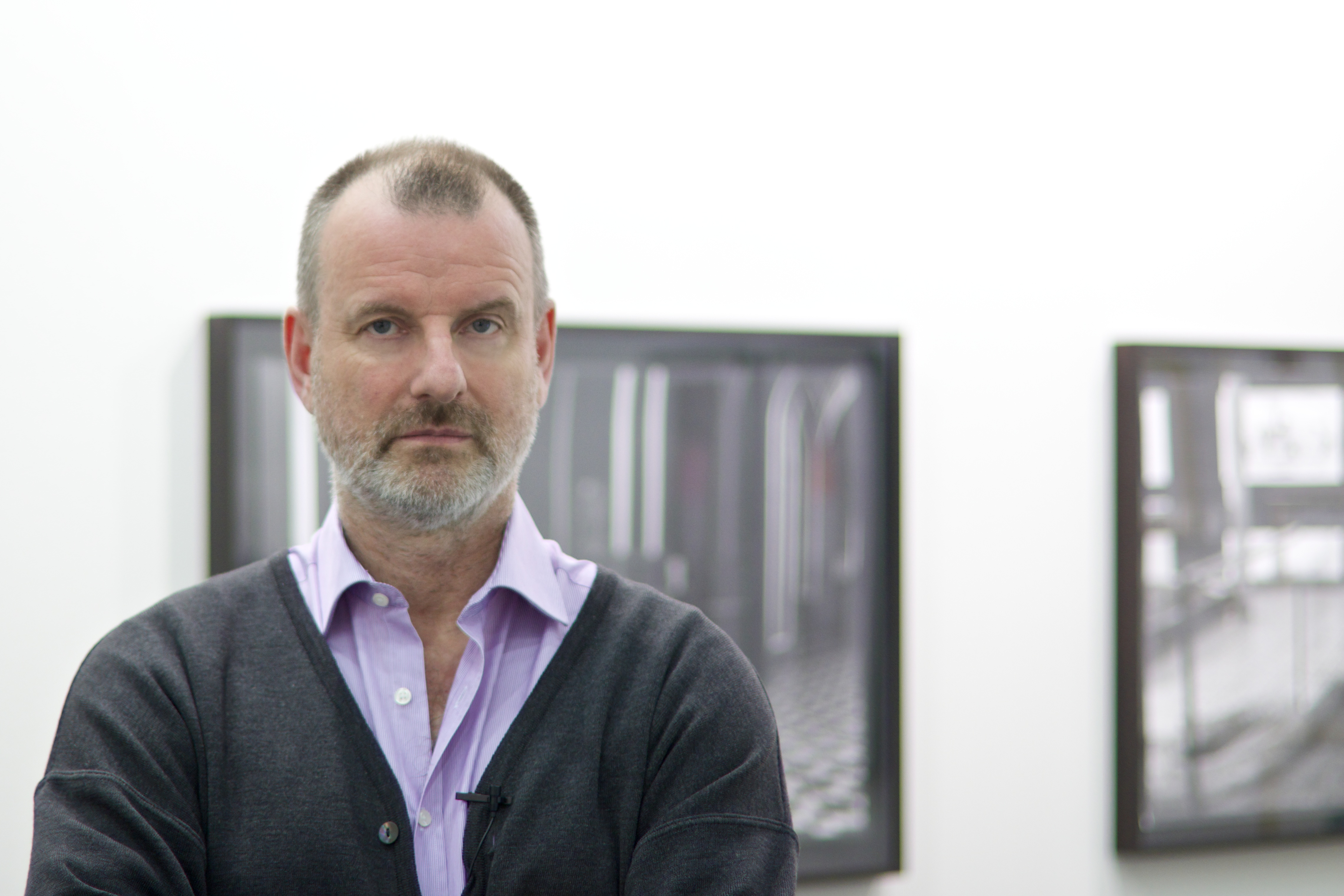
Volker Diehl

Volker Diehl (* 28. Mai 1957 in Neheim-Hüsten) ist ein deutscher Galerist. Er stellt in der Galerie „DIEHL“ (Berlin) hauptsächlich Zeitgenössische Kunst aus.

## Werdegang
Nach dem Abitur 1977 in Warstein studierte Volker Diehl zunächst an der Kunstakademie Münster bei Hans-Jürgen Breuste, ab 1978 an der Freien Universität Berlin Kunstgeschichte. In West-Berlin betreute er verschiedene Künstler im Rahmen des Berliner Künstlerprogramms des DAAD (darunter Markus Raetz, André Thomkins, Wolf Vostell, Dieter Hacker) und lernte in diesem Kontext René Block kennen. Bei der von Block kuratierten Ausstellung „Für Augen und Ohren“, die zuerst an der Akademie der Künste in Berlin, dann im Musée d’art moderne de la Ville de Paris gezeigt wurde, war er ebenfalls für die Künstlerbetreuung zuständig und lernte so Joseph Beuys, Nam June Paik, Joe Jones und viele weitere Künstler kennen. Wenig später wurde er Assistent von Shigeko Kubota und leitete ihr Atelier. Von 1981 bis 1983 war er Assistent von Christos M. Joachimides und Norman Rosenthal. In diesem Zusammenhang betreute er die Künstler und arbeitete als persönlicher Assistent bei der Ausstellung Zeitgeist mit, die „wohl einen der historisch bedeutendsten Überblicke der weltweiten Malerei des 20. Jahrhunderts“ („arguably one of the most historically significant global painting surveys of the 20th century“) repräsentierte. Gemeinsam mit Roland Hagenberg gab er in der Folge die beiden Bücher Maler in Berlin (1982) und die Fortsetzung … Und (1983) im Eigenverlag („HAPPY-HAPPY“) heraus, die zahlreiche Interviews mit und Porträts von Künstlern und Sammlern enthalten, darunter Anselm Kiefer, Georg Baselitz und Erich Marx wie auch Vertretern der Künstlergruppen Neue Wilde und Arte Cifra. Mit Roland Hagenberg reiste er nach New York, wo sie Interviews mit Andy Warhol, Robert Mapplethorpe, Keith Haring, Francesco Clemente, Julian Schnabel, Robert Morris, Jean-Michel Basquiat, Leo Castelli, Ileana Sonnabend, Mary Boone, Tony Shafrazi u. v. a. führten. Die benutzten Tonbänder stellten sich später als defekt heraus, weswegen die Interviews nie veröffentlicht wurden.

## Tätigkeit als Galerist
1983 begann er Ausstellungen der „Galerie Folker Skulima“ in Berlin als Juniorpartner zu betreuen und zeigte dort junge, zeitgenössische Künstler, darunter Jaume Plensa, Rosemarie Trockel, Leiko Ikemura, Sergey Volkov, Ray Smith und Martin Assig. Im September 1990 übernahm er mit Gründung der Galerie Volker Diehl die Räume in der Niebuhrstr. 2. 2000 erfolgte ein Umzug in neue Räume in der Zimmerstr. in Berlin-Mitte, 2007 in die Lindenstraße im Stadtteil Kreuzberg. Im Herbst 2011 zog die Galerie in den früheren Raum in der Niebuhrstraße nach Berlin-Charlottenburg zurück. Im September 2013 kam unter dem Namen „Diehl Cube“ ein Projektraum in der Emser Straße in Berlin-Wilmersdorf hinzu, in dem bis 2018 Ausstellungen gezeigt wurden.
Zudem eröffnete Diehl unter dem Namen „Diehl + Gallery One“ im April 2008 als erster westlicher Galerist eine eigene Ausstellungsfläche in Moskau. In den ehemaligen Räumen des staatlichen sowjetischen Kunsthandels am Smolenskaja Nr. 5/13 stellte Diehl als erstes Projekt vom 17. April bis zu 15. Juni 2008 die Werke der amerikanischen Künstlerin Jenny Holzer unter dem Titel Like truth aus. Nach weiteren Ausstellungen von Wim Delvoye, Zhang Huan, Jaume Plensa und Olga Chernysheva schloss die Moskauer Filiale Ende 2009 wieder.
Unter der Bezeichnung „Diehl Projects“ verantwortete Diehl weitere Projekte, zunächst um 2000 bzw. 2007/2008 in Berlin, später die Ausstellung der russischen Künstlerin Olga Chernysheva Adventure Istiklal N. 9 in der „Yapi Kredi Kazim Taskent Art Gallery“ in Istanbul (2009) und zwei Gruppenausstellungen in Rostow am Don mit den Titeln Berlin tut gut! und Pubblico – Privato (Frühjahr 2012).
Im Rahmen der Veranstaltungsreihe Charlottenwalk – Galerienrundgang Charlottenburg-Wilmersdorf zeigte Diehl z. B. Arbeiten von Ritzi Jacobi, Imre Bak, KP Brehmer (alle 2019), Dieter Hacker, Constantin Flondor, Susan Hefuna, #WeDoo und Alexandra Paperno (alle 2018).

## Weitere Projekte
1996 war er mit 13 weiteren Galeristen Gründungsmitglied der Kunstmesse „art forum berlin“ und führte außerdem bis ins Jahr 2001 gemeinsam mit Rudolf Kicken die Geschäfte des Unternehmens. Es war international die erste ausschließlich zeitgenössische Kunstmesse und die weltweit erste Messe, die von Galeristen konzipiert und durchgeführt wurde.
Mit Margarita Pushkina und Vlad Ovcharenko etablierte er 2010 die russische Kunstmesse „Cosmoscow“ mit einem „All-Inclusive-Konzept“, 2016 gründete er außerdem gemeinsam mit Elena Sereda und Natalia Chagoubatova das Londoner Pop-up-Unternehmen „Art Circle“ (Kuration u. a. von Bettina Ruhrberg).

## Ausstellungen (Auswahl)

### 1983 bis 1990 in der Galerie Folker Skulima
- Georg Baselitz, 1983
- Karl Horst Hödicke, 1983
- Helmut Middendorf, 1984
- Emil Schumacher, 1984
- Christian Hasucha, 1984
- Klaus Karl Mehrkens, 1985
- Erwin Bohatsch, 1985
- Gianni Dessi, 1985
- Leiko Ikemura, 1985
- Pizzi Cannella, 1985
- Rosemarie Trockel, 1985/1986
- Erwin Bohatsch, 1986
- William Turnbull, 1987
- Gotthard Graubner, 1988
- Christian Ludwig Attersee, Errötende Tiere, 1989[16]
- Martin Assig, 1990
- Gerhard Merz, 1990
- Gerhard Richter, Grafik und Multiples 1966–1989, 1990

### Galerie Volker Diehl in Berlin
- Markus Lüpertz, 1990
- Martin Assig, 1990
- Donald Judd, 1991
- David Deutsch, 1991
- Claudia Hart, 1992
- Walter Dahn, A. R. Penck, Rosemarie Trockel, Collectiv No. 1, 1992/1993
- Angela Dwyer, Neue Bilder, 1995
- Christoph M. Gais, 1995
- Leiko Ikemura, 1995
- Gruppenausstellung: Magnus von Plessen, Fergus Bremner, 1996
- Martin Assig, 1997
- Jaume Plensa, Projekte auf Papier, 1997
- Jaume Plensa, Wie ein Hauch, 1997
- Magnus von Plessen, S.A.L.I.G.I.A., 1997
- John Noel Smith, 1998
- Matthias Müller, Film und Photographie, 2001
- Alice Stepanek, Steven Maslin, Bodenlos, 2002
- Jaume Plensa, Crown Fountain, 2002
- Birgit Dieker, Kardio, 2002/2003
- Zhang Huan, Photographie und Video, 2003
- Frauke Eigen, Illusion Allusion, 2004/2005
- Blue Noses, (Slava Mizin und Sasha Shaburov aus Nowosibirsk)[2] The Blue Noses, 2005/2006
- Susan Hiller, Outlaws and Curiosities, 2006
- Martin Borowski, Homestory, 2007
- Hye Rim Lee, Crystal City, 2008
- Alexei Wiktorowitsch Kallima, Closed Party, 2008/2009
- Olga Chernysheva, Caesuras, 2009
- Susan Hefuna, Hefuna / Hefuna, 2009
- Thomas Florschuetz, Durchsicht, 2012
- Sergey Bratkov, Chapiteau Moscow, 2013
- Grazia Varisco, Se… 1959–2014, 2014
- Turi Simeti. Alcamo, 2015
- Tomás Maldonado, Werke/Opere 2000–2015, 2015
- Alliance 22, Monochromia, 2016
- Amélie Grözinger, Solid Matter 2.0, 2017
- Simon English, I am not Justin Beiber, 2017/2018
- KP Brehmer, Zweimal täglich Zähneputzen,[17] 2018/2019

### Diehl + Gallery One in Moskau
- Jenny Holzer, Like truth, 2008
- Wim Delvoye, New Works, 2008
- Gruppenausstellung: Laughterlife – New Art from Russia and Central Asia, 2008
- Zhang Huan, Paintings and Sculptures, 2008/2009
- Jaume Plensa, Silent Music, 2009
- David Ter-Oganyan, Aleksandra Galkina, Scale, 2009
- Gruppenausstellung: Glasnost. Soviet Non-Conformist Art from the 1980s, 2010
- in Kooperation mit Baibakov Art Projects: Olga Chernysheva, Participation in Modernikon – Contemporary Art from Russia, 2011

### Diehl Cube
- Constantin Flondor, Über einige Flächen mit gemeinsamen Ebenen, 2013
- Gonn Mosny, Above the Line – Atmen und Malen, 2013/2014
- Hommage an Lucio Amelio, The Early Hacker 1960–70, 2014
- Carla Guagliardi, Fuga, 2014
- James Lee Byars, The Secret Archive. Dieter Hacker Collection. Curated by Mark Gisbourne, 2014
- Mark Lammert, Floaters, 2015
- Nanda Vigo, Zero in the Mirror, 2015
- Ivan Gorshokov, The Way of King’s Pie, 2015
- Anastasia Khoroshilova, Die Übrigen 2015
- Alexander Rodchenko, Jump, 2017
- Hartmut Böhm, Objects in Dialogue, 2017

## Publikationen (Auswahl)

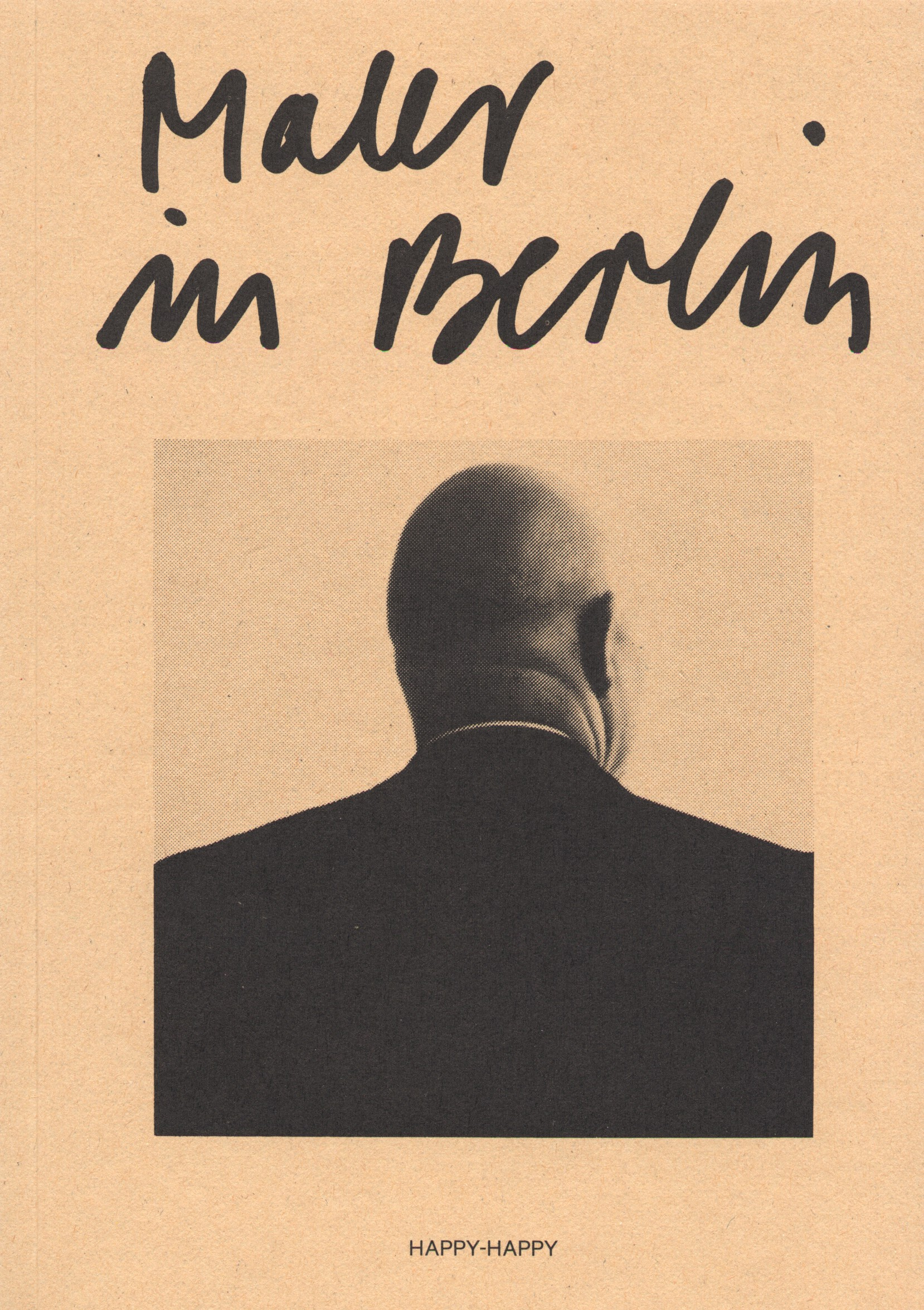
Maler in Berlin

- Christos M. Joachimides (Hrsg.): Zeitgeist. Redaktion von Ursula Prinz u. Volker Diehl. Frölich & Kaufmann, Berlin 1982.
- Volker Diehl, Roland Hagenberg (Hrsg.): Maler in Berlin. HAPPY-HAPPY, Berlin [1982].
- Volker Diehl, Roland Hagenberg (Hrsg.): … Und. HAPPY-HAPPY, Berlin [1983].
- Volker Diehl (Hrsg.): Martin Assig. Galerie Volker Diehl, Berlin 1990.
- Andy Warhol: Flowers. Stellan Holm Gallery, New York und Galerie Volker Diehl, Berlin, 1994.
- Galerie Großinsky & Brümmer, Galerie Volker Diehl (Hrsg.): Martin Assig. Galerie Großinsky & Brümmer u. Galerie Volker Diehl, Karlsruhe u. Berlin 1997.
- Jaume Plensa: Wie ein Hauch. Galerie Volker Diehl, Berlin 1998.
- Susan Hiller: The curiosities of Sigmund Freud. Galerie Volker Diehl, Berlin 2006.
- Zhang Huan: Drawings – On the Occasion of the Exhibition Zhang Huan – Drawings, at Galerie Volker Diehl, Berlin, March 10 to April 10, 2007. Schirmer/Mosel, München 2007.
- Martin Borowski: Homestory Visitation. Galerie Volker Diehl, Berlin 2007.
- Ling Jian: The Last Idealism. Galerie Volker Diehl, Berlin 2007.
- Martin Assig: Westwerk Havelhaus. Galerie Volker Diehl u. Schirmer/Mosel, Berlin u. München 2008.
- Olga Chernysheva, Boris Groys: Caesuras – Works 2000–2008. Galerie Volker Diehl u. Diehl + Gallery, Berlin u. Moskau 2009.
- Joseph Backstein, Ekaterina Degot, Boris Groys, Olga Sviblova: Glasnost – Soviet Non-Conformist Art from the 1980s. Haunch of Venision; Galerie Volker Diehl, London 2010.
- Christian Megert: Licht und Bewegung. Galerie Volker Diehl, Berlin 2013.
- Peter Sedgley: Singing Light. Diehl, Berlin 2014.
- Rolf-Gunter Dienst: Primavera. Volker Diehl, Allegra Ravizza, Berlin 2015, ISBN 978-3-8947998-0-9.
- Ralf Hanselle, Volker Diehl, Stefan Heyne: Prime Time – archetypes of abstraction in photography. Galerie Volker Diehl, Berlin 2016, ISBN 978-3-9817940-1-4.
- Julia Nefedova, Lena Vazhenina: Internet doesn’t allow me to forget you. Galerie Volker Diehl, Berlin 2016, ISBN 978-3-9817940-0-7.
- Simon English: My Big Self Decoy Justin Beiber. Black Dog Publishing, London 2017.
- Tiberiy Szilvashi: Rembrandt-Zoom – Melancholie als Alchemie der Malerei. Hrsg. von Volker Diehl. ciconia ciconia, Berlin 2019.